# Pseudacris brimleyi
Pseudacris brimleyi és una espècie de granota endèmica dels Estats Units.
Està amenaçada d'extinció per la pèrdua del seu hàbitat natural.